# Tredegar Iron Works
Tredegar Iron Works — металлургический завод в Ричмонде, штат Вирджиния, США. Открыт в 1837 году и к 1860 году уже был третьим по величине металлургическим заводом в США. Во время гражданской войны завод был главным поставщиком металла и артиллерии для Конфедерации. Завод избежал разрушения во время эвакуации Ричмонда в 1865 году и продолжил работу в конце XIX века и в первой половине XX века, во время обеих мировых войн. В настоящее время завод является музеем, здесь расположен офис национального парка «Richmond National Battlefield Park».

## История

### Основание
В 1836 году группа бизнесменов из Ричмонда во главе с Фрэнсисом Дином решила воспользоваться массовым строительством железных дорог в США; они наняли Риса Дэвиса, молодого инженера, а также некоторое количество металлургов из уэлльского города Тредегар. Новый завод был назван в честь города Тредегар, где уже с начала века существовали аналогичные заводы.
Завод был открыт в 1837 году, сразу же столкнулся с проблемами ввиду экономического кризиса 1837 года. В результате столкновений с рабочими в 1838 году погиб Рис Дэвис.

### Завод при Андерсоне
В 1841 году владельцы завода передали его под управление 28-летнего инженера Джозефа Рида Андерсона, который оказался способным менеджером. К 1848 оду он стал совладельцем завода, который вскоре стал выполнять заказы федерального правительства.
Андерсон также начал использовать труд рабов, чтобы снизить себестоимость продукции. К 1861 году почти половина из 900 рабочих была рабами — иногда даже на уровне мастеров. В 1860 году Роберт Арчер, родственник Андерсона, присоединился к этому бизнесу и завод стал одним из крупнейших производителей металла в стране.